# الرجل الذي تحدث عن أوكتافيوس قادس (رواية)
الرجل الذي تحدث عن أوكتافيوس قادس (بالإسبانية: El hombre que hablaba de Octavia de Cádiz)‏ هي رواية للكاتب البيرواني ألفريدو بريث تشنيكي، نشرت عام 1985. هو كتاب مليء بالفكاهة والسخرية. وأطلق عليها المؤلف مفكرة الملاحة في كرسي فولتاير، وتعتبر الرواية الرابعة لألفريدو بريث تشنيكي وهي واحدة من أعظم أعماله التي نُشرت عام 1985 وهي استمرار لرواية اُخرى تسمي حياة مارتين رومانيا المترفة. كما إنها تُعتبر أيضاً تأكيداً لفكرة الحب بين أبطال القصة كما في باقي قصصه ورواياته، بالنسبة لبريث تشنيكي يعتبر ما هو هزلي هو أكثر من استغلال الموارد بذكاء، بل هو موقف إنساني مرح -ولكن ليس سطحياً - لمعرفة حقيقة واقعة.

## الكاتب
ألفريدو مارثيلو بريث تشينكي (بالإسبانية: Alfredo Bryce Echenique ) كاتب بيرواني، ولد في ليما 19 أغسطس عام 1939.

### حيــاته

ألفريدو بريث تشنيكي

وُلد ألفريدو بريث تشنيكي بين عائلة بارزة من محاسبين، والديه هما فرانسسكو بريث أروسبيدى وإيلينا تشنيكى باسومبريو دى بريث. تلقى تعليمه في الأوليغاركيه في ليما. وفي عام 1851 كان جده الأكبر خوسيه روفينو تشنيكي رئيساً لبيرو. أنهى بريث تشنيكي تعليمه الابتدائي في قلب الطاهرة، فيما قضى تعليمه الثانوى في سانتا ماريا. وإنضم إلى سان بول(مدرسة بريطانية في ليما). وفي عام 1957 دخل الجامعة الوطنية الكبرى دى سان ماركوس وأنهى دراسته في القانون، حصل على درجة الدكتوراه في الأدب عام 1977.في عام 1964 انتقل إلى أوروبا وأستقر في باريس بفرنسا .تخرج من جامعة السربون متخصصاً الأدب الفرنسى الكلاسيكى عام 1965 والأدب المعاصر عام 1966 وحصل أيضاً على ماجيستير في آداب إيطالياو اليونان وألمانيا من جامعة فينسينس عام 1975  و على الرغم من أنه يقضى فترات طويلة في موطنه الأصلى ى إلا إنه أستقر في إسبانيا.

### جوائـــز
- جائزة كاسا دى لاس أمريكاس :- يتم منحها سنوياً في هافانا (كوبا) منذ عام 1960،كانت تسمى في الأصل المسابقة الأدبية في إسبانيا عام 1960 ثم أصبحت المسابقة الأدبية لأمريكا اللاتينية في عام 1964 وأخيراً أكتسبت الاسم الحالى. و منذ عام 1960 يُعتبر (الشعر والقصص القصيرة والروايات والمسرحيات والمقالات) هي المواضيع الأساسية للجائزة. ولكن ليس بالضرورة منح الجائزة كل عام في كل الفروع أو الفئات الأساسية. وحصل عليها بريث تشنيكي عن البستان المغلق عام 1968 .
- الجائزة الوطنية للآداب عن عالم من أجل خوليوس عام 1972.
- جائزة أفضل رواية أجنبية في فرنسا عن عالم من أجل خوليوس عام 1974.
- 'وسام شمس بيرو:- كانت تُسمى في البداية وسام الشمش.هي واحدة من أكبر جائزتين تعطيها الحكومة البيروانية لمواطنيها وللأجانب الذين برعوا في مجال معين مثل (الأدب - الفن- الثقافة - السياسة ) في بيرو. حصل عليها بريث تشينكي لرفضه لحكومة فوجيموري بدعوى قناعاته الديمقراطية.

- الجائزة الوطنية للرواية:-هي جائزة تُمنح سنوياً في فئة السرد أو القص وذلك منذ فترة طويلة من قِبل وزارة الثقافة في إسبانيا. وحصل عليها بريث عن مجرم الليلة عام 1998 .

- جائزة الكوكب :-هي جائزة تُمنح للناشرين عن الأعمال الأدبية في برشلونة. وكانت تُمنح في إسبانيا منذ عام 1952 عن أفضل عمل غير منشور تم اختياره من قبل المحررين. تم إنشائها على يد خوسيه مانويل لارا هيرنانديز، وحصل عليها ألفريدو بريث تشنيكي عن حديقة حبيبتى عام 2002.
- جائزة جرينثانى كابوور :-هي جائزة أدبية إيطالية تأسست عام 1982.حصل عليها عن التهاب اللوزتين عند طرزان عام 2002.
- جائزة فيل الأدبية في اللغات الرومانسية عام 2012[5].وكان مشكوكاً في أمر هذه الجائزة لاتهام الكاتب بسرقة عدة مقالات.[6]

### أعمــــاله
كتب ألفريدو بريث تشنيكي العديد من الروايات الرومانسية والقصص .ولكن أشهرهم:-
- عالم من أجل خوليوس 1970
- حياة موراتين رومانيا المترفة 1981
- لا أتوقع في أبريل1995
- رواية البستان المغلق هي أهم رواياته 1968
- مرات بيدرو الكثيرة عام 1977
- الخطوة الأخيرة لفيليب كاريو عام 1988
- سيدتان يتحدثان 1990[8]
- السعادة ها ها ها1974 [9]
- الذكريــــات:

السماح بالشعور عام 2005
السماح للحياة

## ملخص الرواية
أوكتافيوس قادس هي الشخصية الرئيسية للقصة أطلقوا عليها اسم أوكتافيا قادس وهي فتاة جميلة عمرها 18 عاماً من عائلة أرستقراطية كانت على وشك الزواج للمرة الأولى حين سمعت من أخوها أن في جامعة نانتير أستاذ قليل الكلام ويعمل بجد وهو مارتن رومانيا أشتركت في دروسه فقط لتتعرف عليه، فأرسلت لأصحاب العروض في باريس وميلانو وبرشلونة لتصبح واحدة من طلاب مارتن رومانيا ووقع مارتن رومانيا في حب أوكتافيا ولكنه لم يستطع الهروب معها إلى كاليفورنيا ورفض أهلها زواجهما. تتزايد قصة الحب بينهما وأخيراً أصبحت رواية مليئة بالعاطفة والقبلات وكلمات الحب والنكت لذلك تستحق القراءة.

## رأى القُراء في الروايـــة
هو كتاب للمتعة ولمواصلة التعاطف مع مارتن رومانيا في حياته المترفة، تظهر هنا طريقة بريث الدقيقة في أختياره لأسلوبه في الكتابة.